# Il ritorno di Vasili Bortnikov
Il ritorno di Vasili Bortnikov (Возвращение Василия Бортникова) è un film del 1953 diretto da Vsevolod Illarionovič Pudovkin.